# Kaibesarglasögonfågel
Kaibesarglasögonfågel (Zosterops grayi) är en fågel i familjen glasögonfåglar inom ordningen tättingar.

## Utbredning och systematik
Fågeln förekommer enbart på ön Kai Besar (i Kaiöarna). Den behandlas som monotypisk, det vill säga att den inte delas in i några underarter.

## Status
Arten har ett begränsat utbredningsområde, men inga hot mot den verkar föreligga. IUCN kategoriserar den som livskraftig.